# Едоардо Вајс
Едоардо Вајс (1889–1970) је био први италијански психоаналитичар и оснивач психоанализе у Италији, који је допринео развоју теорије его стања.
Вајсов први научни чланак, о психодинамици напада астме, објављен је 1922. године. Током наредне две деценије, Вајс је објавио још седам чланака који су се бавили темама од актинг аут израза емоција до страха од црвењења. Свој општи преглед Принципи психоанализе, објавио је 1950. године, 1964. је објавио књигу Агорафобија у светлу психологије ега, а 1970. је објавио полу-аутобиографску књигу Сигмунд Фројд као консултант.
Вајс је у психоанализу увео концепт "мортидо", као и психичко присуство: менталну свест о интернализоване слике другог ега у себи, који је често родитељски. Његов рад на проучавању ега је утицао на друге истраживаче, попут Ерика Берна и Џона Воткинса.

## Живот
Због свог интересовања за психоанализу, Вајс је посетио Бечко психоаналитичко друштво 1908. године, а постао је добар пријатељ и сарадник члана ове организације, Пола Федерна. Радећи као психоаналитичар у Трсту, Вајс је анализирао и познате ауторе као што јеУмберто Саба; неке од својих тежих случајева је упућивао на консултације самом Фројду.
Након аншлуса 1938. године, Вајс се преселио у Сједињене Америчке Државе, где је радио на клиници Менингер у Канзасу, а потом код Франца Александра у Чикагу.